# Goiás
Goiás (wymowaⓘ [ɡoˈjas]) – jeden z 26 stanów Brazylii, położony w środkowej części kraju. Od zachodu graniczy z Mato Grosso, od południa z Mato Grosso do Sul, od wschodu i południa ze stanem Minas Gerais, od wschodu z Bahia, a od północy ze stanem Tocantins.

## Podział
- Norte de Goiás
- Noroeste de Goiás
- Leste de Goiás
- Centro de Goiás
- Sul Goiano

## Miasta
Największe miasta w stanie Goiás według liczby mieszkańców (stan na 2013 rok):
| L.p. | Miasto                | Liczba ludności |
| ---- | --------------------- | --------------- |
| 1.   | Goiânia               | 1 393 579       |
| 2.   | Aparecida de Goiânia  | 500 619         |
| 3.   | Anápolis              | 357 402         |
| 4.   | Rio Verde             | 197 048         |
| 5.   | Luziânia              | 188 181         |
| 6.   | Águas Lindas de Goiás | 177 890         |
| 7.   | Valparaíso de Goiás   | 146 694         |
| 8.   | Trindade              | 121 448         |
| 9.   | Formosa               | 108 503         |
| 10.  | Novo Gama             | 103 085         |
| 11.  | Itumbiara             | 98 484          |
| 12.  | Senador Canedo        | 95 018          |
| 13.  | Catalão               | 94 896          |
| 14.  | Jataí                 | 93 759          |
| 15.  | Planaltina            | 86 014          |